# Slavoljub Muslin
Slavoljub Muslin (szerb cirill betűkkel: Славољуб Муслин; Belgrád, 1953. június 15. –) szerb labdarúgó, hátvéd, edző. Fia a francia labdarúgó Marko Muslin. Jelenleg a Győri ETO FC szakmai tanácsadójaként dolgozik.

## Pályafutása

### Játékosként
Muslin labdarúgó-pályafutását szülővárosában, az OFK Beograd csapatában kezdte el. 1975 és 1981 között száznegyven bajnoki mérkőzésen három gólt szerzett a Crvena zvezda; a klubbal játékosként háromszor nyert jugoszláv bajnokságot, valamint szerepelt az 1979-es UEFA-kupa-döntőben. 1981-ben Franciaországba igazolt az francia élvonalbeli Lille csapatához. 1983 és 1986 között több mint száz bajnoki mérkőzésen lépett pályára a Stade Brestois csapatában. 1987-ben a Caen	csapatától vonult vissza.

### Edzőként
Muslin első vezetőedzői megbízatását 1989-ben korábbi klubjánál, a Stade Brestois-nál kapta meg, majd 1992 és 1995 között a Pau csapatát irányította. 1995 nyarán átvette a francia élvonalbeli Bordeaux csapatának irányítását, amellyel 1995 augusztusában megnyerte az Intertotó-kupát, valamint a csapatot bejuttatta az 1995–1996-os UEFA-kupa negyeddöntőjébe. 1996 tavaszán a csapat bajnokságban való gyenge szereplésének következményeként Muslint menesztették, helyette Gernot Rohr lett az új vezetőedző akivel a csapat eljutott az UEFA-kupa döntőjébe, amit végül a német Bayern München csapatával szemben elveszítettek. Muslin az 1996-1997-es idényben a szintén élvonalbeli Lens, egy évre rá pedig a Le Mans csapatát vezette. Az 1998-1999-es szezonban marokkói bajnok lett a Raja Casablanca csapatával. 1999 és 2001, illetve 2003 és 2004 között korábbi csapata, a Crvena zvezda vezetőedzője volt; a klubbal háromszor lett Szerbia és Montenegró-i bajnok és kétszer Szerbia és Montenegró-i kupagyőztes. A 2001-2002-es szezonban a bolgár élvonalbeli Levszki Szofija menedzsereként bolgár bajnokságot és kupát nyert. Muslin 2004 és 2015 között dolgozott vezetőedzőként ukrán, belga, orosz és ciprusi élvonalbeli csapatoknál is. 2016 májusában kinevezték a szerb labdarúgó-válogatott szövetségi kapitányának; az ő irányításával Szerbia a selejtezőcsoportját megnyerve kvalifikálta magát a 2018-as labdarúgó-világbajnokságra, ennek ellenére menesztették, helyét Mladen Krstajić vette át a szerb válogatott élén. Utoljára 2018 és 2019 között irányította vezetőedzőként a szaúd-arábiai El-Fajhá csapatát. 2023 júliusa óta a Győri ETO FC szakmai tanácsadójaként dolgozik.

## Sikerei, díjai

### Játékosként
- Crvena zvezda
- Jugoszláv bajnok: 1976–1977, 1979–1980, 1980–1981
- UEFA-kupa dőntős: 1978–1979

### Edzőként
- Bordeaux
- Intertotó-kupa győztes: 1995
- Raja Casablanca
- Marokkói bajnok: 1998–1999
- Crvena zvezda
- Szerbia és Montenegró-i bajnok: 1999–2000, 2000–2001, 2003–2004
- Szerbia és Montenegró-i kupagyőztes: 1999–2000, 2003–2004
- Levszki Szofija
- Bolgár bajnok: 2001–2002
- Bolgár kupagyőztes: 2001–2002